# びるご (2代)
びるご (VIRGO)は、東日本フェリー並びに津軽海峡フェリーが運行していたフェリー。船名はゼウスとテミスの間に生まれた女神の名前から命名されている。

## 概要
青函連絡船の廃止に伴い、青函航路の充実のために建造された初代べにりあ型の2番船であり、展望室の設置も本船が2番目。典型的な中距離航路仕様の船であり、2000年からは青蘭航路でも使用されるようになった。
また、初代べにりあ型の「べにりあ」「びるたす」は既に引退しており、「べが」も川崎近海汽船にリースしていたが、2013年に引退した。
過去には、青蘭航路に配船されていたこともあったが青森港第3バースの工事により横付けができない「びるご」に変わって（びるごには船首右舷サイドランプウェイがないため横付け停泊が不可能）、横付けができる「びなす」に配船が変更になっていた。
2008年12月1日、東日本フェリーの撤退に伴い、同社のグループ会社である道南自動車フェリー（現：津軽海峡フェリー）に譲渡され運航を継続、その後2014年4月15日をもって「ブルーマーメイド」と入れ替わる形で引退した。
その後、インドネシアに売却され、VIRGO 18となり、スンダ海峡を横断する航路で運航されている。

## 設備

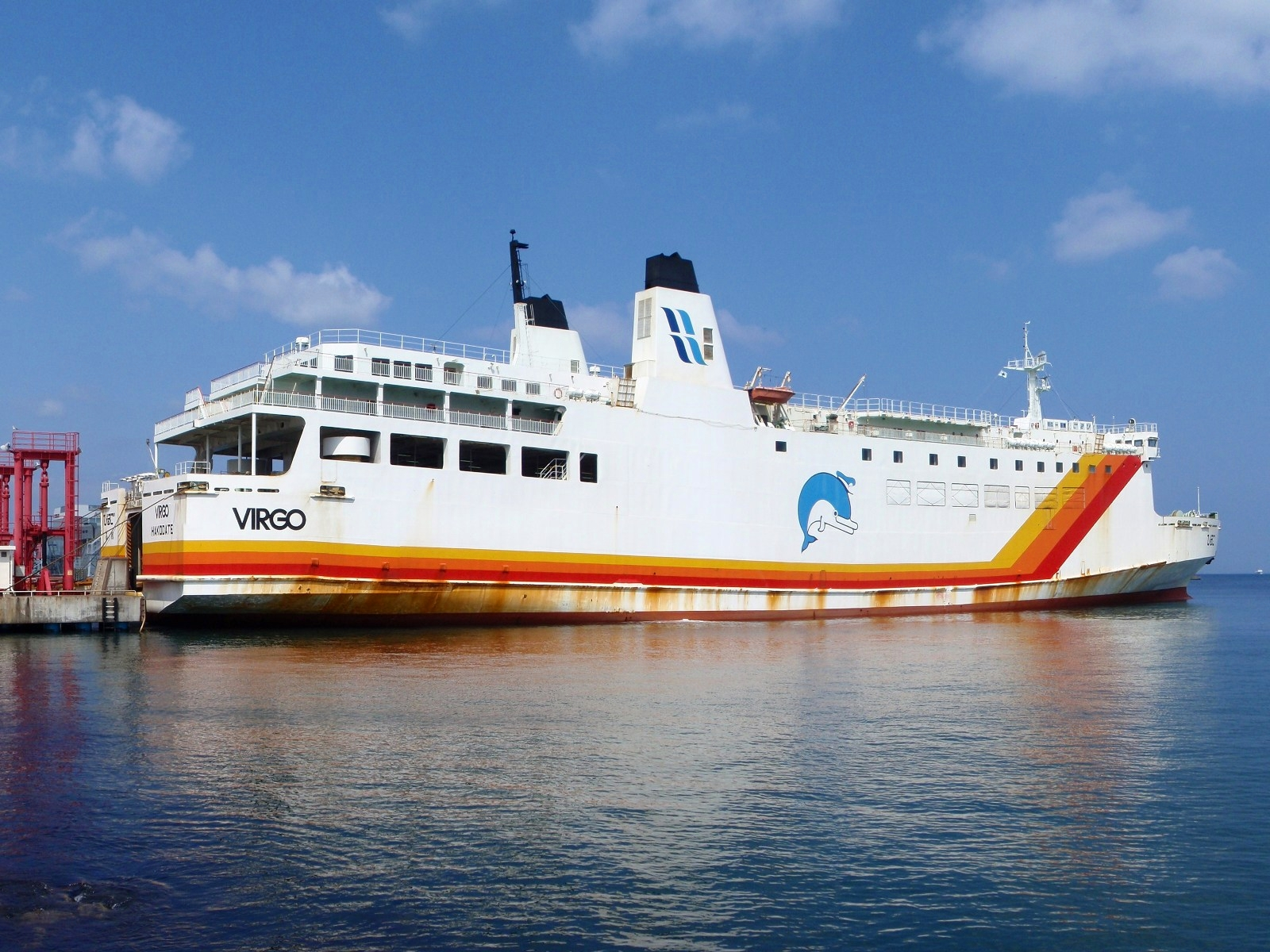
2代目びるごの船尾側
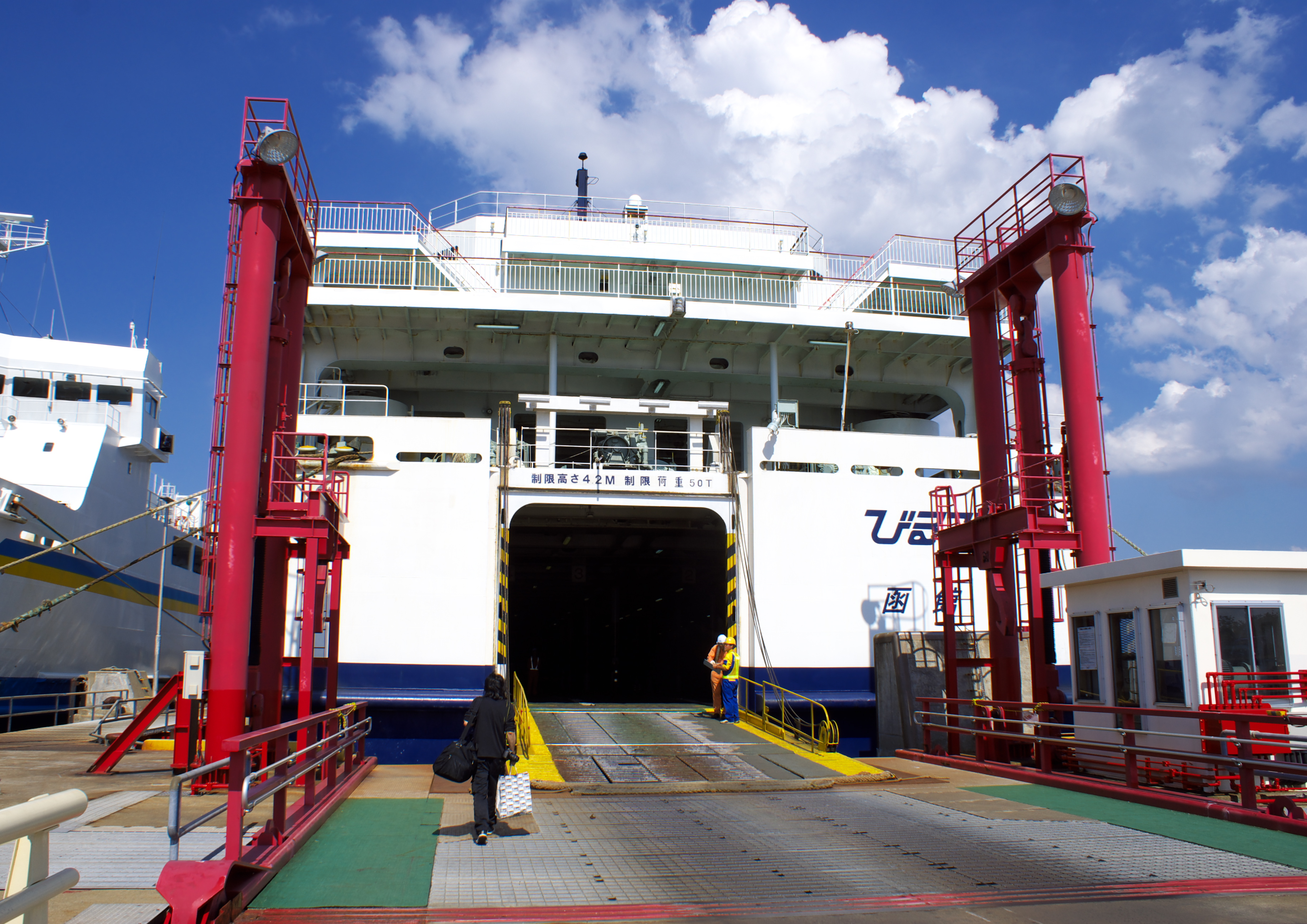
船尾
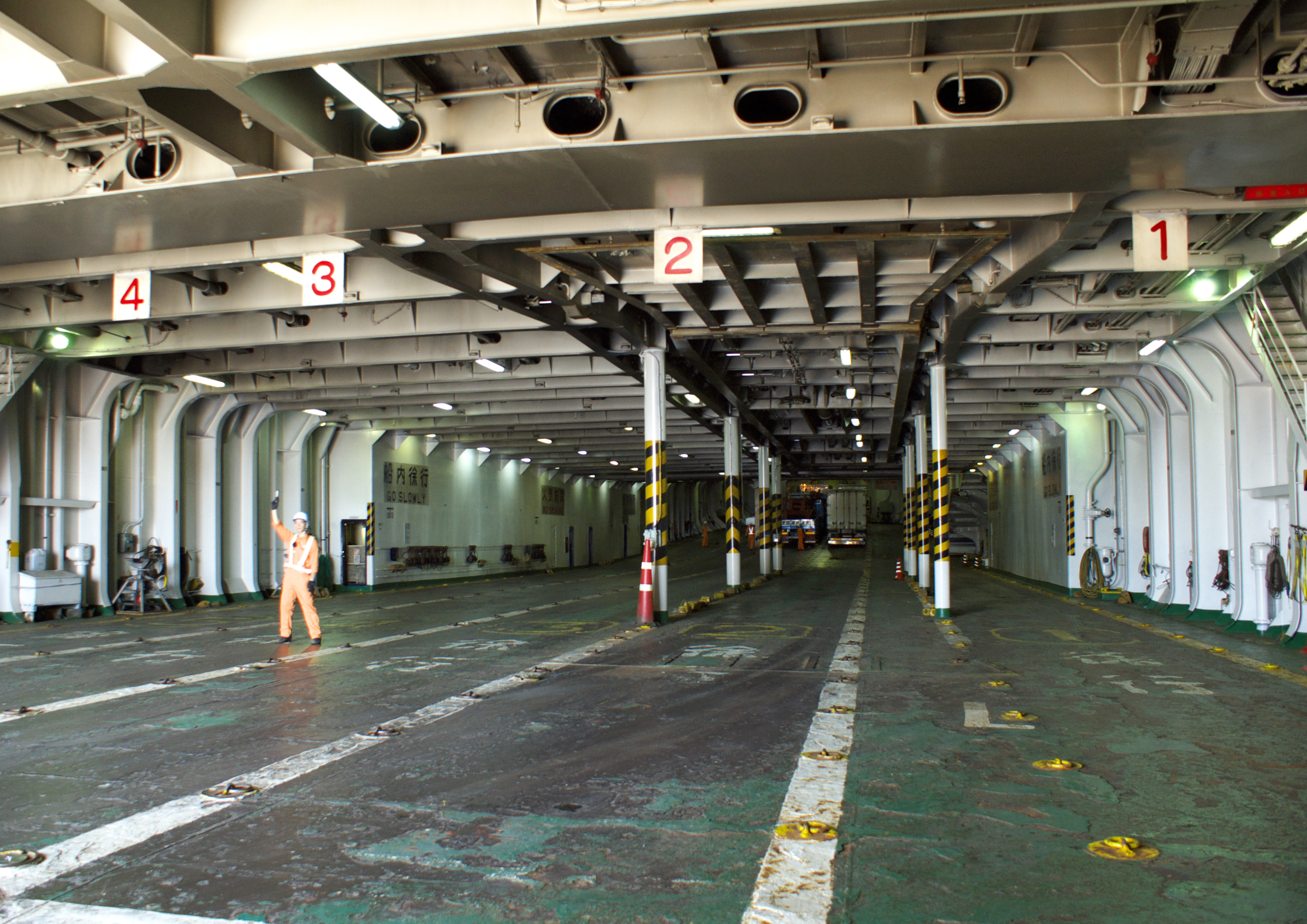
車両甲板
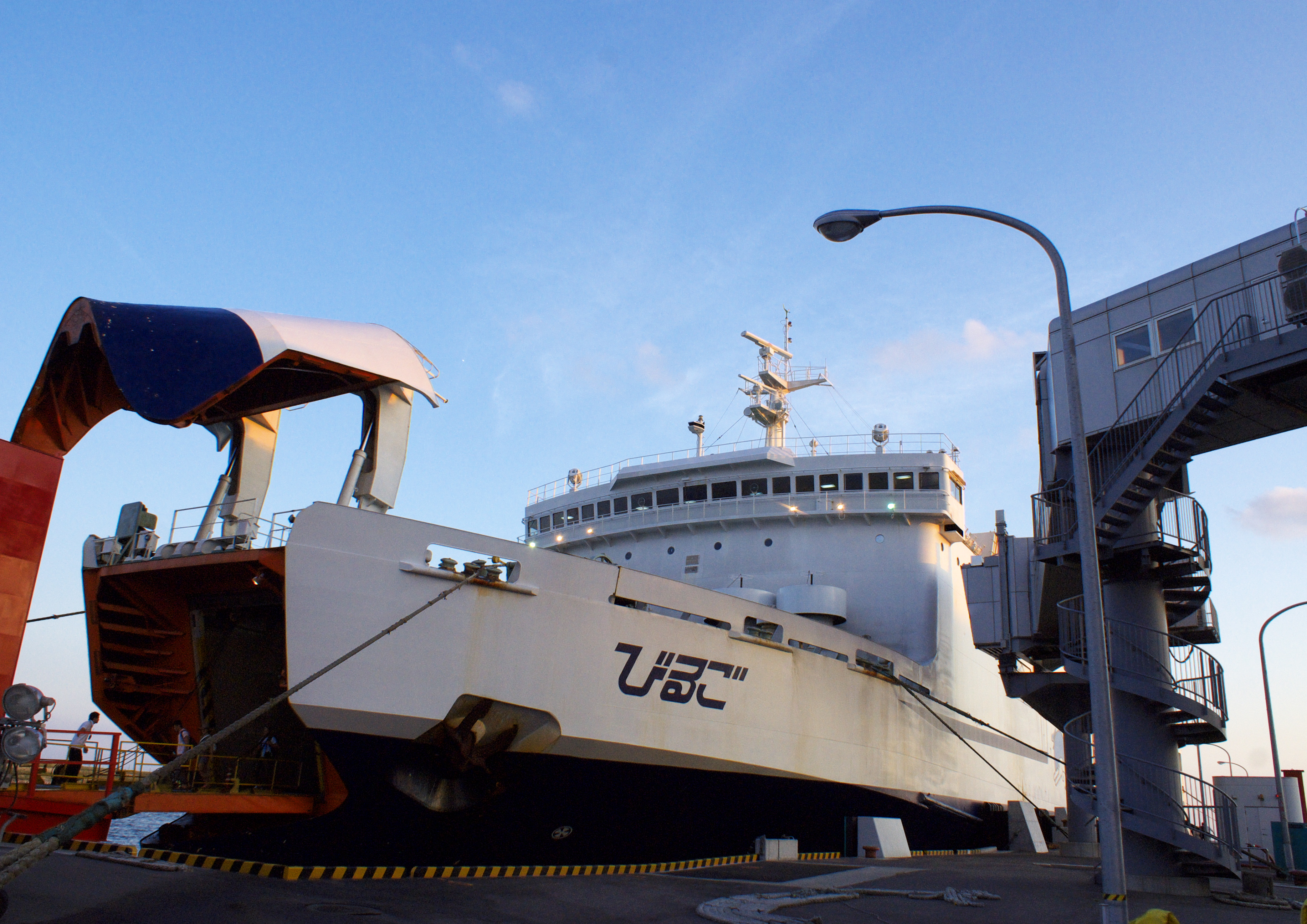
船首

Aデッキ
- 特等洋室
- 展望室
- 多目的ホール
- レストラン（現・オートレストラン）
- ゲームコーナー

Bデッキ
- プライベートドッグルーム（新設）
- ドッグルーム（新設）
- 1等洋室
- 1等和室
- 2等和室
- エントランスホール
- 売店案内所
- 浴室
- 喫煙所
- トラックドライバー室
- 身体障害者用トイレ

- 2代目びるごの船尾側
- 船尾
- 車両甲板
- 船首

## 事故・インシデント
1999年10月28日、8時29分ごろ、青森港フェリーターミナル第3バースへ着岸する際、曳船の支援を受けていたが強風に圧流され、左舷中央部が桟橋先端部に衝突した。衝突により本船は左舷中央部の防舷材が凹損を生じ、第3バースの桟橋の先端部約30メートルが海没した。事故発生当時、天候は雨で風力7の北東の風が吹き、波高約1メートルのうねりがあった。事故原因は強風下での着岸作業にあたって風圧に対する配慮が不十分であったこととされた。